# Iglesia de Ognissanti (Florencia)

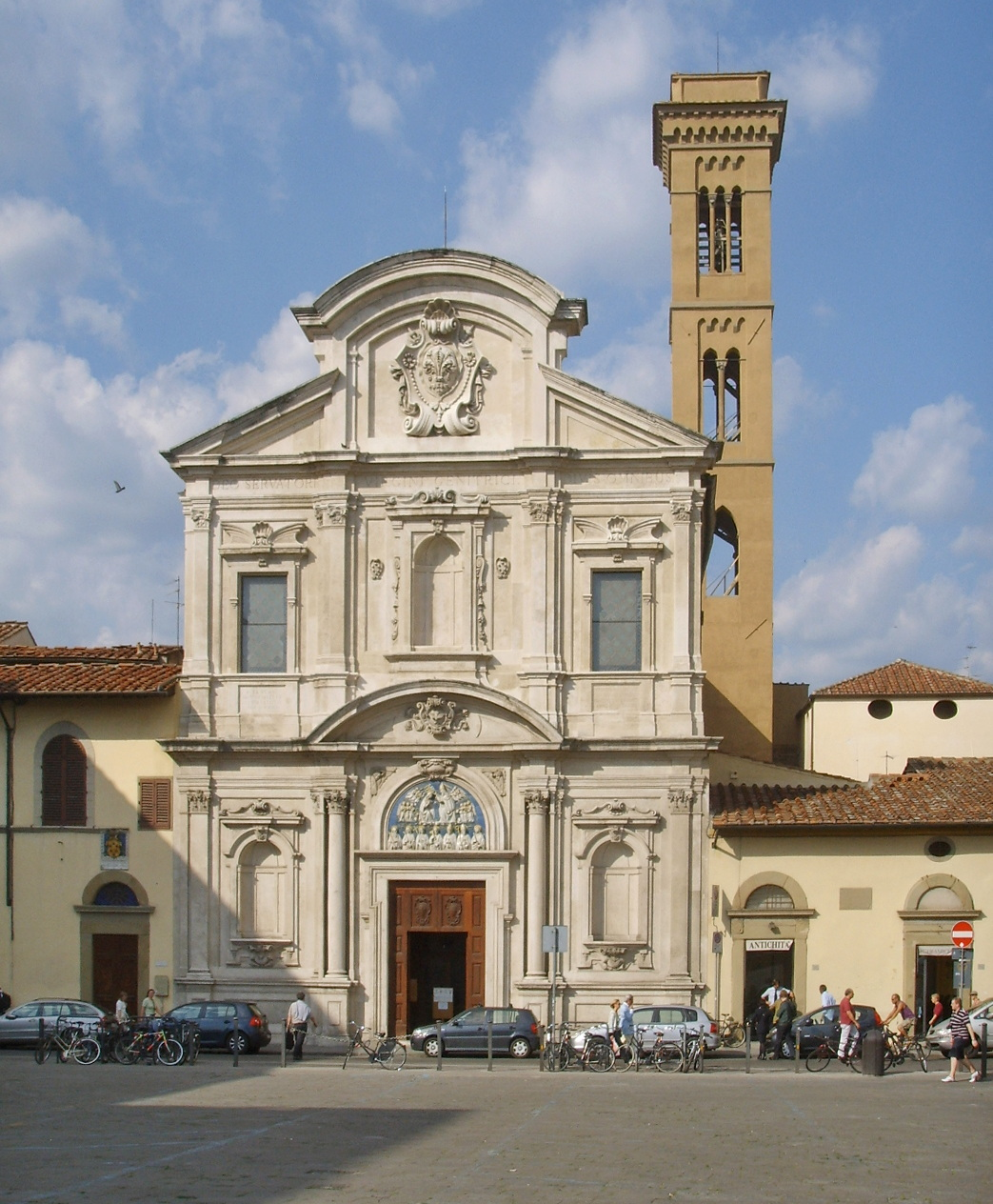
La fachada hacia la plaza.

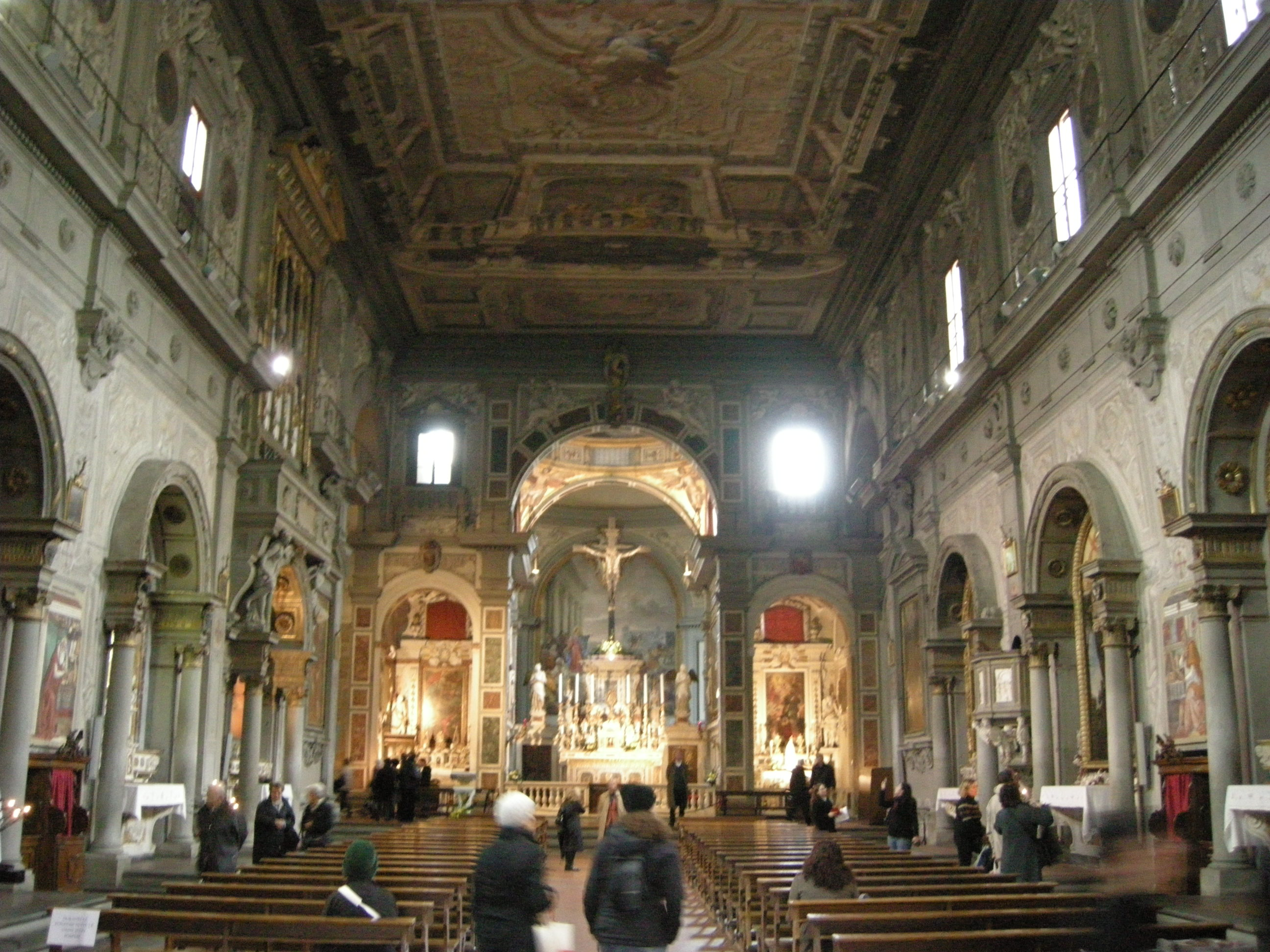
El suntuoso interior, inusual en una iglesia franciscana.

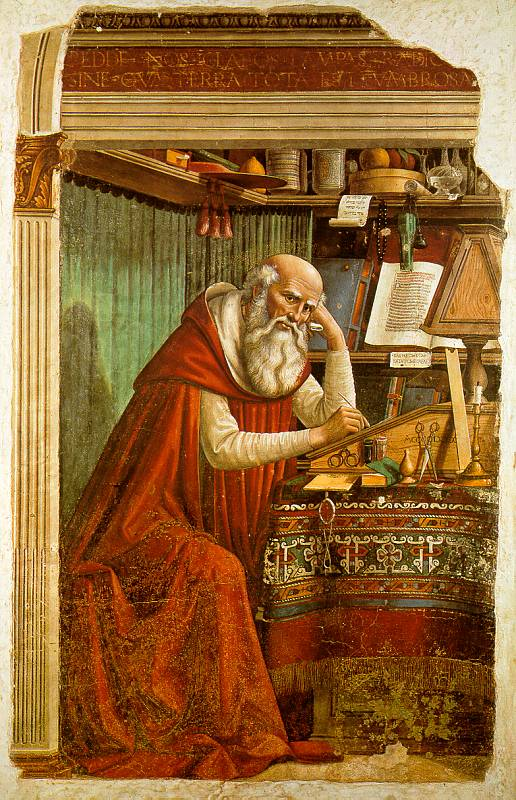
San Jerónimo en su gabinete, fresco de Domenico Ghirlandaio, 1480.

La Iglesia de Todos los Santos (en italiano, Chiesa di Ognissanti) es un templo franciscano en Florencia, Italia.
Fundada a mediados del siglo XIII por la orden laica de los Umiliati, la iglesia se dedicó a todos los santos y mártires, conocidos y desconocidos.

## Los orígenes: la iglesia de los Umiliati
La iglesia, iniciada en el año 1251 formaba parte del complejo conventual de los Umiliati, una orden lombarda que llegó a Florencia en 1239.
Aunque su regla fue aprobada por el papa Honorio III, la orden formaba parte de los movimientos de pobreza cercanos a la herejía. Los Umiliati se afirmaron como congregación laica masculina y femenina, dedicada a la perfección evangélica y a la pobreza, pero especialmente al trabajo, que era parte integrante de la vida de los religiosos, empeñados sobre todo en la elaboración de la lana y del cristal.
En Florencia los Umiliati se establecieron primero fuera de la ciudad, después dentro de la iglesia de Santa Lucía, extendiendo gradualmente sus propiedades hasta comprender un oratorio sobre el borgo, donde hicieron construir su iglesia ad honorem Sanctorum Omnium y el convento; el complejo se terminó en 1260.
Los Umiliati, por su dedicación y probidad de los hermanos y hermanas laicos, ganó reputación en Florencia, y comenzaron a acumular obras de arte en su sencilla iglesia. Para el altar mayor Giotto pintó su celebrada Virgen y Niño con ángeles, hoy en los Uffizi, alrededor de 1310.
En la sacristía se conservan otras obras góticas, como una Crucifixión al fresco de Taddeo Gaddi. Sobre la puerta de la sacristía hay un crucifijo de madera obra de Veit Stoss. A la izquierda de la fachada hay un campanario construido en los siglos XIII y XIV.

## Renacimiento
En las capillas de la nave se conservan frescos del Quattrocento,  de Ghirlandaio y Botticelli.
El fresco de Botticelli San Agustín en su gabinete, se equilibra con el de Ghirlandaio San Jerónimo en su gabinete en la capilla opuesta al otro lado de la nave, ejecutados ambos en 1480. Quizá el mejor fresco de Ognissanti es obra de Ghirlandaio: una Última Cena en el refectorio entre los dos claustros, una obra con la que Leonardo estaba íntimamente familiarizado.
Ognissanti era la parroquia de los Vespucci. En la capilla que lleva su nombre hay un fresco de Domenico Ghirlandaio con su hermano David (alrededor de 1472), de la Virgen de la Misericordia protegiendo a los miembros de la familia Vespucci, incluye el retrato de Américo Vespuccio de niño. Sería el joven que aparece entre la Virgen y el hombre de rojo vuelto de espaldas.

Un pequeño disco de mármol blanco, en una capilla del transepto de la derecha, marca el lugar donde fue enterrado Botticelli, a los pies de la tumba de su modelo, la hermosa Simonetta Vespucci, quien fuera proclamada «Reina de la belleza» durante un torneo de justas, en 1475. 

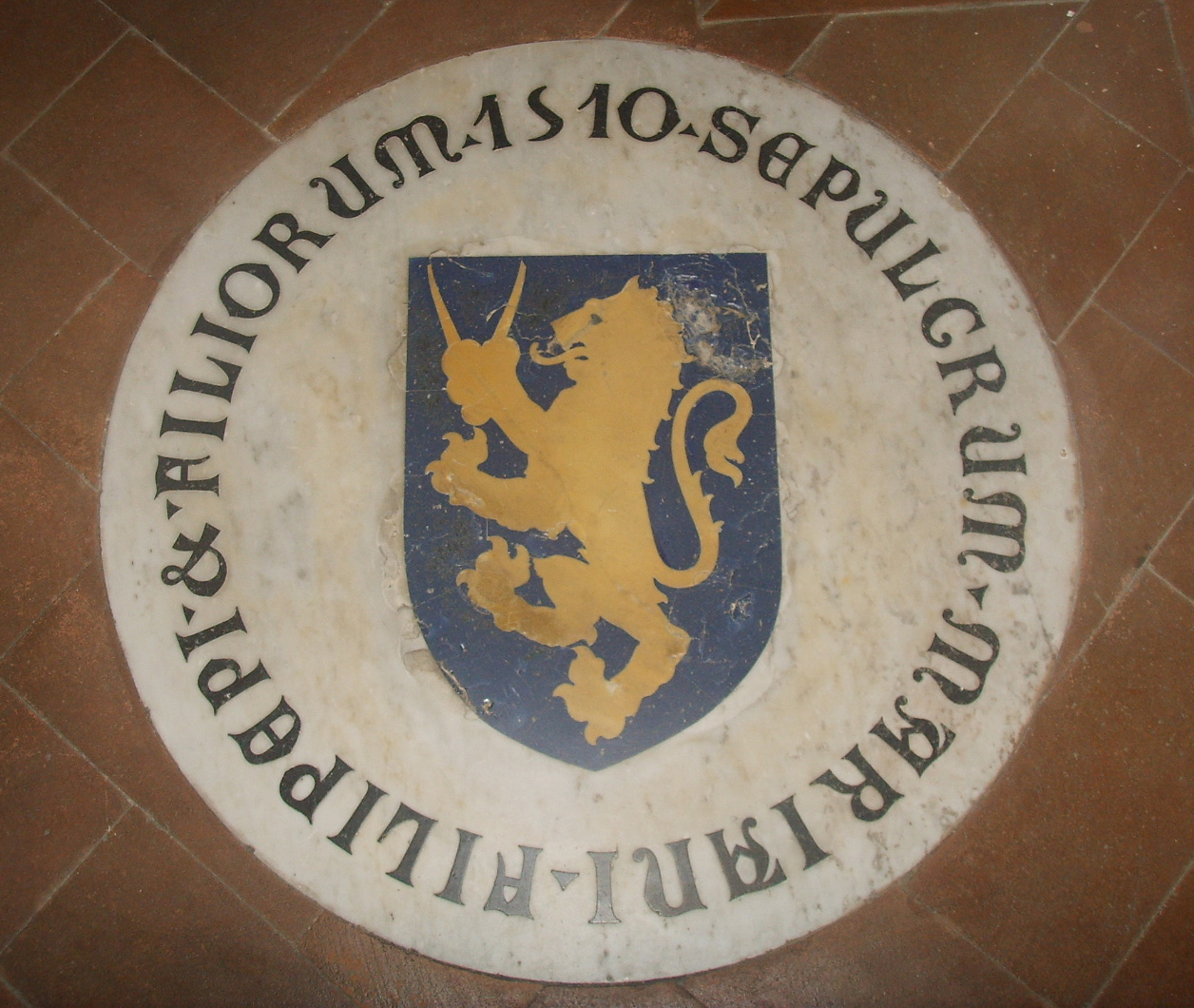
Disco de mármol que indica el sitio en que reposan los restos del pintor Alessandro di Mariano di Vanni Filipepi, más conocido como Botticelli.

Durante el siglo XVI los Umiliati decayeron, y la orden franciscana asumió el control de la iglesia en 1571, trayendo reliquias preciosas tales como la ropa que llevó Francisco de Asís.

## Modificaciones barrocas
La iglesia fue casi completamente reconstruida según diseños barrocos de Bartolomeo Pettirossi, alrededor de 1627, con una fachada de Matteo Nigetti, 1637— que conserva las grandes lunetas de terracora al estilo de Della Robbia, hoy atribuidas a Benedetto Buglioni, sobre la entrada: Ognissanti estuvo entre los primeros ejemplos de Arquitectura barroca que penetró en esta ciudad renacentista. Sus dos órdenes de pilastras encierran nichos y ventanas con cornisas fantásticas.
En el interior, la remodelación barroca proporcionó un ábside completamente reedificado con un altar de pietre dure (un tipo de mosaico con piedras, derivado del mosaico bizantino, típico de Florencia) y una perspectiva sotto in su (1770) en el techo abovedado de la nave.